# كأس ولي العهد 2001–02
أقيمت بطولة كأس ولي العهد التاسعة في موسم 2001/2002، وقد توج في لقبها نادي القادسية الكويتي للمرة الثانية في تاريخه والأولى منذ أربعة مواسم.
أقيمت البطولة بنظام المجموعتين ويتأهل أول أربعة فرق في كل مجموعة، وقد كانت المجموعة الأولى تضم كل من نادي القادسية الكويتي ونادي النصر الكويتي ونادي الساحل الكويتي ونادي الكويت ونادي كاظمة ونادي التضامن الكويتي ونادي الصليبيخات وفي المجموعة الثانية نادي السالمية ونادي العربي الكويتي ونادي الفحيحيل ونادي الجهراء ونادي اليرموك ونادي خيطان ونادي الشباب الكويتي.
و قد تأهل من المجموعة الأولى نادي القادسية الكويتي ونادي النصر الكويتي ونادي الساحل الكويتي ونادي الكويت وتأهل من المجموعة الثانية نادي السالمية ونادي العربي الكويتي ونادي الفحيحيل ونادي الجهراء.
و في الدور الربع نهائي، فاز نادي القادسية الكويتي على نادي الجهراء بهدفين مقابل لاشيء وفاز نادي الساحل الكويتي على نادي العربي الكويتي بهدف مقابل لاشيء وفاز نادي النصر الكويتي على نادي الفحيحيل بأربعة أهداف مقابل هدف واحد وفاز نادي الكويت على نادي السالمية بهدف مقابل لاشيء.
و في الدور النصف نهائي، فاز نادي القادسية الكويتي على نادي الساحل الكويتي بهدفين مقابل هدف، وقد سجل هدفي نادي القادسية الكويتي هاني الصقر، وفاز نادي الكويت على نادي النصر الكويتي بهدفين مقابل هدف واحد.
و في مباراة تحديد المركزين الثالث والرابع بين نادي النصر الكويتي ونادي الساحل الكويتي، استطاع نادي النصر الكويتي بأن يفوز بهدف مقابل لاشيء.
و في يوم الثلاثاء 28 مايو 2002 بين نادي القادسية الكويتي ونادي الكويت، واستطاع نادي القادسية الكويتي بأن يفوز 1-0 بفضل مدافعه مساعد ندا الذي سجل الهدف الوحيد من ضربة حرة، وقد كان مدرب نادي القادسية الكويتي الهولندي وليام لوشيوس.

## الدور التمهيدي

### المجموعة الأولى
| الفريق                | لعب | فاز | تعادل | خسر | له | عليه | النقاط |
| --------------------- | --- | --- | ----- | --- | -- | ---- | ------ |
| نادي القادسية الكويتي | 6   | 5   | 0     | 1   | 8  | 3    | 15     |
| نادي النصر الكويتي    | 6   | 4   | 1     | 1   | 11 | 8    | 13     |
| نادي الساحل الكويتي   | 6   | 3   | 1     | 2   | 12 | 6    | 10     |
| نادي الكويت           | 6   | 3   | 1     | 2   | 9  | 5    | 10     |
| نادي كاظمة            | 6   | 2   | 2     | 2   | 10 | 8    | 8      |
| نادي التضامن الكويتي  | 6   | 1   | 1     | 4   | 6  | 13   | 4      |
| نادي الصليبيخات       | 6   | 0   | 0     | 6   | 4  | 17   | 0      |

### المجموعة الثانية
| الفريق              | لعب | فاز | تعادل | خسر | له | عليه | النقاط |
| ------------------- | --- | --- | ----- | --- | -- | ---- | ------ |
| نادي السالمية       | 6   | 4   | 2     | 0   | 18 | 6    | 14     |
| نادي العربي الكويتي | 6   | 4   | 2     | 0   | 13 | 4    | 14     |
| نادي الفحيحيل       | 6   | 3   | 0     | 3   | 9  | 10   | 9      |
| نادي الجهراء        | 6   | 2   | 1     | 3   | 6  | 9    | 7      |
| نادي اليرموك        | 6   | 1   | 2     | 3   | 6  | 10   | 5      |
| نادي خيطان          | 6   | 1   | 2     | 3   | 5  | 11   | 5      |
| نادي الشباب الكويتي | 6   | 1   | 1     | 4   | 4  | 11   | 4      |

## الدور الربع نهائي
- نادي العربي الكويتي × نادي الساحل الكويتي (1:0)
- نادي القادسية الكويتي × نادي الجهراء (0:2)
- نادي النصر الكويتي × نادي الفحيحيل (1:4)
- نادي الكويت × نادي السالمية (0:1)

## الدور النصف نهائي
- نادي الساحل الكويتي × نادي القادسية الكويتي (2:1)
- نادي الكويت × نادي النصر الكويتي (1:2)

## مباراة تحديد المركزين الثالث والرابع
- نادي النصر الكويتي × نادي الساحل الكويتي (1:0)

## النهائي
- نادي القادسية الكويتي × نادي الكويت (0:1)

سجل هدف القادسية : مساعد ندا